# Hedvika, žena Vladislava Odonice
Hedvika Pomořanská (polsky Jadwiga) († 29. prosinec 1249) – kněžna velkopolská, žena Vladislava Odonice.

## Původ
Jde o historickou osobnost, jejíž původ není zcela jasný. Bývá považována:
- za příbuznou (pokrevní) velmistra Řádu německých rytířů, Poppo z Osterny, byla by tedy původem Němka, nebo z jiné frankofonně hovořící země[4]
- za osobu z rodu Andechs, v tom případě by byla spřízněna s Hedvikou Slezskou (sv. Hedvika)[5]
- za dceru Mstivoje I. Gdaňského, místodržícího Západního Pomořanska[6]
- za dceru Svatopluka (syna Vladislava II.), českého knížete z rodu Přemyslovců[7]
- za osobu z Gdaňska[8]

V letech 1218–1220 se prodala za Vladislava Odonice, se kterým měla tyto potomky:
- Přemyslava I. Velkopolského († 1257)
- Boleslava Pobožného († 1279)
- Salomeu Odonicovnu († 1267/1274)
- Eufemii Odonicovnu († po 1287)
- Siemomysla
- Hedviku, ženu Kazimíra I. Kujavského

Byla pochována v Hnězdně v bazilice Nanebevzetí Panny Marie (polsky Gniezno, Katedra w Gnieźnie).